# Kostel svatého Jakuba Staršího (Čučice)
Kostel svatého Jakuba Staršího je římskokatolický chrám v obci Čučice v okrese Brno-venkov. Je chráněn jako kulturní památka České republiky. Je farním kostelem čučické farnosti.

## Historie
Původní jádro kostela je zřejmě středověké, tvoří nynější pravoúhlé kněžiště. Údajně v roce 1707 chrám vyhořel. V roce 1748 proběhla rozsáhlá přestavba, při které byla přistavěna na západní straně barokní loď a na východní straně věž.

## Popis
Jedná se o jednolodní orientovanou stavbu s odsazeným, pravoúhle ukončeným kněžištěm. K jeho východní straně přiléhá věž, krytá stanovou střechou. V jejím přízemí se nachází sakristie. Západně od kněžiště navazuje velká obdélná loď, která na západní straně přechází do zúženého vstupního útvaru. V něm jsou na severní a jižní straně umístěny vstupy do kostela. Kněžiště je završeno valenou klenbou s výsečemi, loď je kryta plackou nad čtvercem, nesenou pasy.
Vybavení zahrnuje hlavní oltář s obrazem svatého Jakuba Staršího z 2. poloviny 18. století a dvojici protějškových bočních oltářů z roku 1825. Původní mešní kalich pochází z roku 1518, v 19. století byl upraven na ciborium.
Ve věži kostela visí zvony ulité roku 1581 a 1713. Před kostelem stojí kamenný klasicistní kříž z 1. čtvrtiny 19. století.